# Dalmatie
Dalmatie ist eine Feigensorte der Art Ficus carica, die für ihren ausgezeichneten Geschmack und ihre große Winterhärte bekannt ist. Dalmatie ist eine zweimaltragende Hausfeige, die durch ihren schwachen Wuchs eher kleine Bäume hervorbringt.

## Synonyme
Synonyme für die Sorte sind „Birnenfeige“, „Blanche  Navello“, „Dalmatian“, „Du Japon“ und „San Pietro“. Ein großfrüchtigerer, jedoch noch schwachwüchsigerer Typ ist unter dem Namen „Grüne Pfälzer Fruchtfeige“ bekannt. "Dalmatia" und manchmal auch "Dalmatian" werden als Synonyme für die Feigensorte Brunswick verwendet.

## Baum
Die Dalmatie ist schwachwüchsig und daher auch gut als Kübelpflanze geeignet und erreicht in Mitteleuropa meist eine Höhe von etwa 2 m und eine Breite von etwa 2,50 m. Das Blatt ist fünf- bis siebenlappig, sehr tief eingeschnitten und kann bei guter Düngung bis 30 cm lang werden.

## Frucht
Die Feigen dieser Sorte sind birnenförmig, hellgrün mit charakteristischen kleinen, helleren Punkten und purpurrotem Fruchtfleisch. Die im Juni und Juli reifenden Blühfeigen wiegen bis zu 100 Gramm. Die Herbstfeigen reifen in Mitteleuropa von September bis Oktober, sind größer und rundlicher und können bis zu 170 Gramm wiegen. Die Feigen sind von ausgezeichnetem Geschmack. Pierre Baud beschreibt die Frucht als dicht, fleischig, süß und von sehr guter Geschmacksqualität ("dense, charnu, sucré et de très bonne qualité gustative").

## Winterhärte
Die Dalmatie gilt als gut winterhart und ist in Deutschland eine der beliebtesten grünfrüchtigen Feigen im Freiland.